# 童金龍
童金龍（1911年—1996年），生於台灣嘉義市，台灣著名武術家，精擅縱鶴拳，他創造了一個名叫柔拳的武術體系。

## 生平
童金龍其祖父為清朝武官，祖籍甘肅蘭州，曾為武狀元，在嘉義擔任武鎮台一職。其父名童獅，為傅家拳傳人，其母張阿治，河南邱縣人，自幼學習少林拳，有「少林張大娘」之稱。
童金龍幼年即開始習武，父親為他自福建古山請來縱鶴拳拳師方阿鳳（阿鳳師）教導他武術。18歲時，至日本東京國民醫科大學就讀，學習內科，也在此時學習柔道與劍道。之後輾轉至中國福建，曾至永春縣拜陳春為師，學習猴拳、猴鶴雙形拳、龍鹤雙形拳等，之後進入南少林寺習藝。學習後，曾至中國各地遊歷，學習中國武術。
1949年後，回到台灣，在高雄開設武館，教導學生眾多。

## 弟子
柔拳弟子有紀保重、何富雄、謝文邦、鐘斌光、金城昭夫等人。

## 腳註
1. 1 2  中華民國文化部. . memory.culture.tw.   [2021-12-08]. （原始内容存档于2021-12-08） （中文（臺灣））. 童金龍(1914－1996)，為知名柔拳宗師與中醫名家，出生嘉義武術世家。父親童獅，於嘉義經營豆腐間生意，同時也是布家拳的名師。母親張紹治，人稱「少林張大娘」
2. ↑  童國棟. .